# Brödupproret, Göteborg (1917)

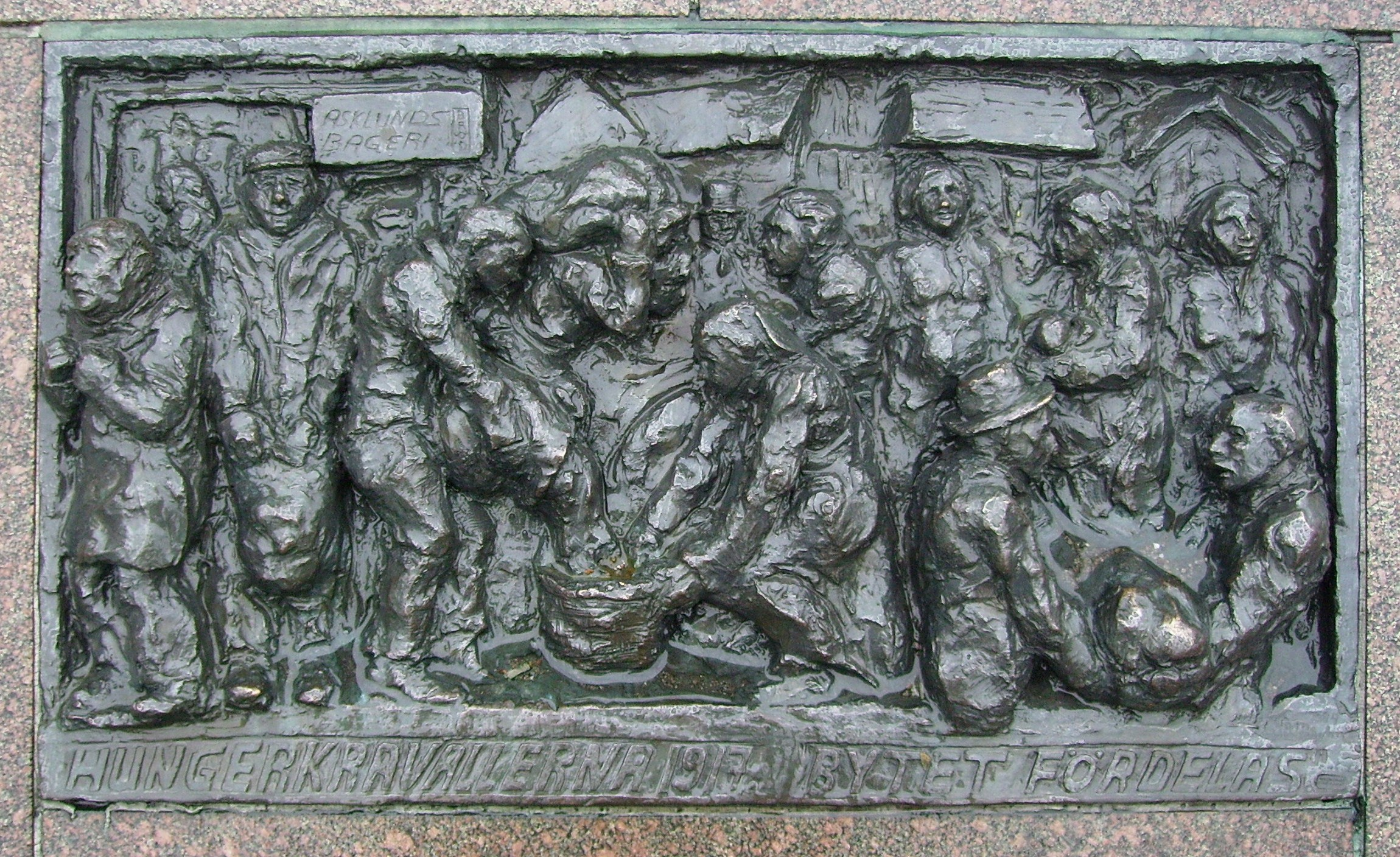
Detalj på staty föreställande hungerkravallerna i Göteborg 1917, där Asklunds bageri på Övre Husargatan återfanns i händelsernas centrum. Järntorget oktober 2009.

Brödupproret var en rad demonstrationer och kravaller som utbröt i maj 1917 i Göteborg i samband med hunger- och militärdemonstrationerna i Sverige och som var en reaktion på svälten som rådde i skuggan av första världskriget, och regeringens hårdföra livsmedelspolitik.

## Historik

### Bakgrund
Den 5 maj samlades cirka 40 000 personer i en massdemonstration i Annedal, Haga, Masthugget och Landala. Till slut kallades militär från Göta artilleriregemente in för att återställa ordningen. Klockan 09.00 samlades kvinnor vid Majornas Ångbageri butik vid Allmänna vägen. Kvinnorna krävde att få köpa bröd utan kuponger, vilket annars krävdes. Några timmar senare besöktes ytterligare en butik vid Redbergsvägen 28.  Kvinnor ville få köpa potatis. Uppgiften att endast sättpotatis fanns trodde de inte på. Två av de mest "pockande" männen fick komma in och förvissa sig om att det inte fanns någon potatis i butikens lager. Folkhopen skingrades utan polishjälp.  

### Thürings kulle
Klockan 15.00 samlades demonstranter på Johannesplatsen. Standar med texten "Fred Bröd" framfördes. Avsikten var att tåga till Gustaf Adolfs torg och inför livsmedelsnämnden framlägga sina bekymmer i livsmedelsfrågan. Fru Nelly Thüring övertalade kvinnorna att inte tåga till Gustaf Adolfs torg utan att istället sända en deputation i vilken fru Thüring och ytterligare två kvinnor skulle ingå. Den kulle varifrån hon höll sitt tal kallades därefter för "Thürings kulle".

### Polis tillkallades
Efter klockan 16 begav sig en folkmassa till Göteborgs ångbageris butik vid Andra Långgatan. Polis tillkallades för att utrymma butiken. Cirka 1 000 personer samlades utanför. Fler poliser anlände för att spärra av området kring butiken. Det blev flera incidenter på närbelägna gator och vid en begav sig folk till Olof Asklunds ångbageris butik vid Övre Husargatan. Polisen ordnade en kö så att folk kunde få handla i butiken utan kuponger. Klockan 17.00 skingrades folkmassan.  
Något före 19.00 på Övre Husargatan plundrades en brödutkörare från Olof Asklunds ångbageri, med häst och brödvagn av minst 200 personer och efter 19 överfölls en brödutkörare vid Skanstorget. Stämningen blev allt mer upphetsad och någon butik fick skyltfönster och rutor i butiksdörren krossades och varor stals. Folkmängden skingrades och drevs med våld mot Haga Östergata, Sprängkullsgatan, Haga kyrkoplan, Husargatan, Nya Allén och andra närbelägna gatukorsningar. 

### Kravaller och militär
Senare samma kväll blev det ändå kravaller. Militär tillkallades av Göteborgs polismästare Martin Kjellin sedan folkmassan blivit större och större och läget upplevdes hotande. Någon kastade glassplitter mot ridande poliser, vilket var den utlösande faktorn. Ett par hundra götaartillerister från Kviberg om 10-15-mannapatruller red ut längs gatorna. Stenkastning startade, varpå militär och polis gick till attack. Kanske 8 000 personer deltog i kravallerna. Flera personer skadades. Ny Tid kritiserade särskilt militären.

### Tidningarna stödde olika sidor
Den 7 maj utpekade Göteborgs Morgonpost arbetarrörelsens organisationer som skyldiga, särskilt Nelly Thüring. Ny Tid besvarade anklagelserna mot Thüring. Det var oorganiserade kvinnor som istället utpekades som initiativtagare. Det var således inte arbetarrörelsen som låg bakom utan den hårdföra livsmedelspolitiken. I Arbetareföreningens hus hölls den socialdemokratiska kvinnoklubbens möte senare på kvällen, där Thüring tillbakavisade anklagelserna mot sig. 

### Övrigt efterspel
Göteborgs arbetarekommun manade att folksamlingar skulle undvikas. 
Inalles 30 personer dömdes för upplopp, en del även för stöld, till mellan fem månaders straffarbete och bötesbelopp. Tre minderåriga dömdes till uppfostringsanstalt. 
På Olof Palmes plats i Göteborg finns skulpturen Genom arbete i arbete som skildrar brödupproret i Haga 1917.